# دارشکنک خاکستری
دارشکنک خاکستری (نام علمی: Picumnus granadensis) نام یک گونه از سرده دارشکنک‌ها است.